# Dolichopus rupestris
Dolichopus rupestris är en tvåvingeart som beskrevs av Alexander Henry Haliday 1833. Dolichopus rupestris ingår i släktet Dolichopus och familjen styltflugor. Arten är reproducerande i Sverige. Inga underarter finns listade i Catalogue of Life.